# فينيبرازين
فينيبرازين هو مضاد اكتئاب استخدم خلال ستينات القرن الماضي فهو مثبط أكسيداز أحادي الأمين غير انتقائي لا عكوس ومن مجموعة هيدرازين.
كما استخدم فينيبرازين في علاج الذبحة الصدرية والفصام.
ألغي استخدامه بسبب تأثيره السمي مثل اليرقان والغمش والتهاب العصب البصري.